# Salvador Vives i Casajuana
Salvador Vives i Casajuana (Sant Vicenç de Castellet, Bages, 1886 — Barcelona, 1965) fou un psiquiatre català. La Biblioteca de Sant Vicenç de Castellet porta el seu nom.
Fill de la masia de les Vives, fou el quart fill de Tomàs Vives i Gibert i Serafina Casajuana. Va estudiar a la Universitat de Barcelona, on es llicencià en medicina l'any 1909. Més endavant es va doctorar a la Facultat de Medicina de Madrid l'any 1921. Abans de doctorar-se, però, ja va fer aportacions significatives a la psiquiatria i la psicologia catalanes. Va completar els seus estudis a París.
El 1920 fou comissionat per la Mancomunitat de Catalunya per a informar sobre l'avanç de les tècniques psiquiàtriques a França, Bèlgica i Itàlia. Fou director tècnic dels serveis psiquiàtrics de Catalunya (1936-39), secretari general del Novè Congrés de Metges de Llengua Catalana, director dels hospitals psiquiàtrics de Sant Boi de Llobregat i de Salt i vicepresident del Laboratori de Ciències Mèdiques de Catalunya i de la Societat de Psiquiatria i Neurologia de Barcelona. Entre les seves obres destaquen: El alcoholismo en la provincia de Gerona (1911), Preservació i lluita contra les malalties mentals (1922), Principis i tècnica de la profilaxi de les psicopaties (1922) i La réforme de l'assistance psychiatrique en Catalogne (1937). Amb el nom de la seva difunta muller —Concepció Alemany—, promogué concursos de composició musical (1960-65). Disposà que els seus béns passessin a un patronat, a fi que fos instituïda la Fundació Salvador Vives i Casajuana.
El 1983 el ple de l'ajuntament de Sant Vicenç de Castellet va proposar que la biblioteca municipal es digués Biblioteca Salvador Vives i Casajuana.

## Obres
- 1911 - El alcoholismo en la provincia de Gerona